# Grafton (Virgínia de l'Oest)
Grafton és una població dels Estats Units a l'estat de Virgínia de l'Oest. Segons el cens del 2000 tenia 5.489 habitants.

## Demografia
Segons el cens del 2000, Grafton tenia 5.489 habitants, 2.277 habitatges, i 1.448 famílies. La densitat de població era de 575,9 habitants per km².
Dels 2.277 habitatges en un 29,4% hi vivien nens de menys de 18 anys, en un 45,4% hi vivien parelles casades, en un 14,2% dones solteres, i en un 36,4% no eren unitats familiars. En el 33,2% dels habitatges hi vivien persones soles el 17,9% de les quals corresponia a persones de 65 anys o més que vivien soles. El nombre mitjà de persones vivint en cada habitatge era de 2,33 i el nombre mitjà de persones que vivien en cada família era de 2,95.
Per edats la població es repartia de la següent manera: un 23,6% tenia menys de 18 anys, un 7,7% entre 18 i 24, un 25,4% entre 25 i 44, un 22% de 45 a 60 i un 21,3% 65 anys o més.
L'edat mediana era de 40 anys. Per cada 100 dones de 18 o més anys hi havia 82,2 homes.
La renda mediana per habitatge era de 21.981 $ i la renda mediana per família de 28.661 $. Els homes tenien una renda mediana de 26.765 $ mentre que les dones 18.629 $. La renda per capita de la població era d'11.616 $. Entorn del 18,6% de les famílies i el 27,1% de la població estaven per davall del llindar de pobresa.

## Poblacions més properes
El següent diagrama mostra les poblacions més properes.